# Wijchen
Wijchen és un municipi de la província de Gelderland, al centre-est dels Països Baixos. L'1 de gener del 2009 tenia 40.022 habitants repartits sobre una superfície de 69,58 km² (dels quals 3,01 km² corresponen a aigua). Limita al nord-oest amb Druten i West Maas en Waal, al nord amb Beuningen, al nord-est amb Nimega, al sud-oest amb Oss (NB), al sud amb Grave (NB) i al sud-est amb Heumen.

## Administració
El consistori consta de 27 membres, compost per:
* Kernachtig Wijchen (locals) 10 regidors
* Crida Demòcrata Cristiana, (CDA) 5 regidors
* Partit Popular per la Llibertat i la Democràcia, (VVD) 3 regidors
* Wijchen lokaal (locals) 3 regidors
* Partit del Treball, (PvdA) 2 regidors
* D66 (liberal progressistas) 2 regidors
* GroenLinks (VerdEsquerra) 2 regidors

## Personatges il·lustres
- Roy Makaay (1975), futbolista.

## Agermanaments
- Stargard Szczeciński